# 거창 갈계리 삼층석탑
거창 갈계리 삼층석탑(居昌 葛溪里 三層石塔)은 대한민국 경상남도 거창군 북상면 갈계리에 있는 고려시대의 삼층석탑이다.
1974년 2월 16일 경상남도의 유형문화재 제77호 갈계리 삼층석탑으로 지정되었다가, 2018년 12월 20일 현재의 명칭으로 변경되었다.

## 개요
이 석탑은 탑불이라 불리는 마을로부터 약 200m쯤 떨어진 옛 절터에 위치하고 있다. 현재 절터가 대부분 경작지로 변해 절의 규모를 파악하기 힘들뿐만 아니라 절의 내력을 전해주는 자료도 없어 이 탑이 어느 절의 것이었는지조차 알 수 없다.
이 석탑은 사각형으로 된 이중의 받침대를 두고 있어 통일신라시대의 일반 석탑 양식을 계승하고 있다. 그러나 전체적으로 간략화 된 조성 기법이 고려시대 이후의 변화 양상을 잘 보여주고 있다. 받침대 부분은 위 아래 받침 모두 모서리 기둥과 함께 중앙에 받침기둥을 새겼다. 몸체와 받침을 이어주는 위 갑석은 경사가 별로 없는 한 장의 돌로 조성하였다. 각 몸체에도 모서리기둥을 조각했을 뿐, 그밖에 별다른 조각은 없다. 지붕돌의 받침은 각각 4단이며, 추녀의 물받이면은 낮게 조성하여 경사가 심하지 않다. 그러나 모서리 부분은 너무 치켜오려 과장이 심한 편이다. 꼭대기부분이 없어져 버려 원래의 모습은 알 수 없다. 받침부분이 큰 데 비해 몸체와 대기부분이 없어져 버려 원래의 모습은 알 수 없다. 받침부분이 큰 데 비해 몸체와 대기부분이 없어져 버려 원래의 모습은 알 수 없다. 받침부분이 큰 데 비해 몸체와 지붕이 왜소해 보여 전체적인 조형미를 갖추지 못하였으며, 지붕돌 역시 너무나 두꺼워 투박한 모습을 보여주고 있다. 전체적인 조형 양식을 볼때 고려시대에 제작된 것으로 추정된다.

## 참고 자료
- 거창 갈계리 삼층석탑 - 국가유산청 국가유산포털